# Église Saint-Remacle d'Ocquier
L'église Saint-Remacle est une église romane située à Ocquier, village de la commune belge de Clavier, en province de Liège.
Datant du XIe siècle dans ses parties les plus anciennes, l'église fut plusieurs fois remaniée. Elle est aujourd'hui classée au patrimoine de Wallonie.

## Historique
Ocquier fut au VIIIe siècle une possession de l'abbaye de Stavelot. Son église Saint-Remacle fut bâtie à partir de 1017.
L'église fait l'objet d'un classement au titre des monuments historiques depuis le 1er août 1933.
Une importante restauration a eu lieu au début des années 2000.

## Architecture extérieure

### Structure
L'église présente un jeu de volumes très lisible. La nef est prolongée à l'ouest par un clocher formant façade et à l'est par une travée de chœur et une abside semi-circulaire. Les collatéraux, nettement plus bas que la nef (on peut donc parler ici de bas-côtés), sont prolongés à l'est par des absidioles semi-circulaires disjointes de l'abside centrale.

### Ornementation extérieure
L'église présente toutes les caractéristiques du « premier art roman » ou « premier âge roman » (souvent appelé art roman lombard). Édifiée en moellon, comme tous les édifices du « premier âge roman », elle présente une importante décoration de bandes lombardes (une bande lombarde est une surface de maçonnerie surmontée d'une arcature constituée de petits arcs en plein-cintre et rythmée par des pilastres appelés lésènes). 
Ces bandes lombardes se retrouvent au niveau des collatéraux et des absidioles mais, assez curieusement, pas au niveau de l'abside centrale, dont la maçonnerie est rythmée par de simples pilastres. La nef et la travée de chœur ne sont pas à proprement parler ornées de bandes lombardes : elles sont surmontées d'arcatures mais ne présentent pas de lésènes.

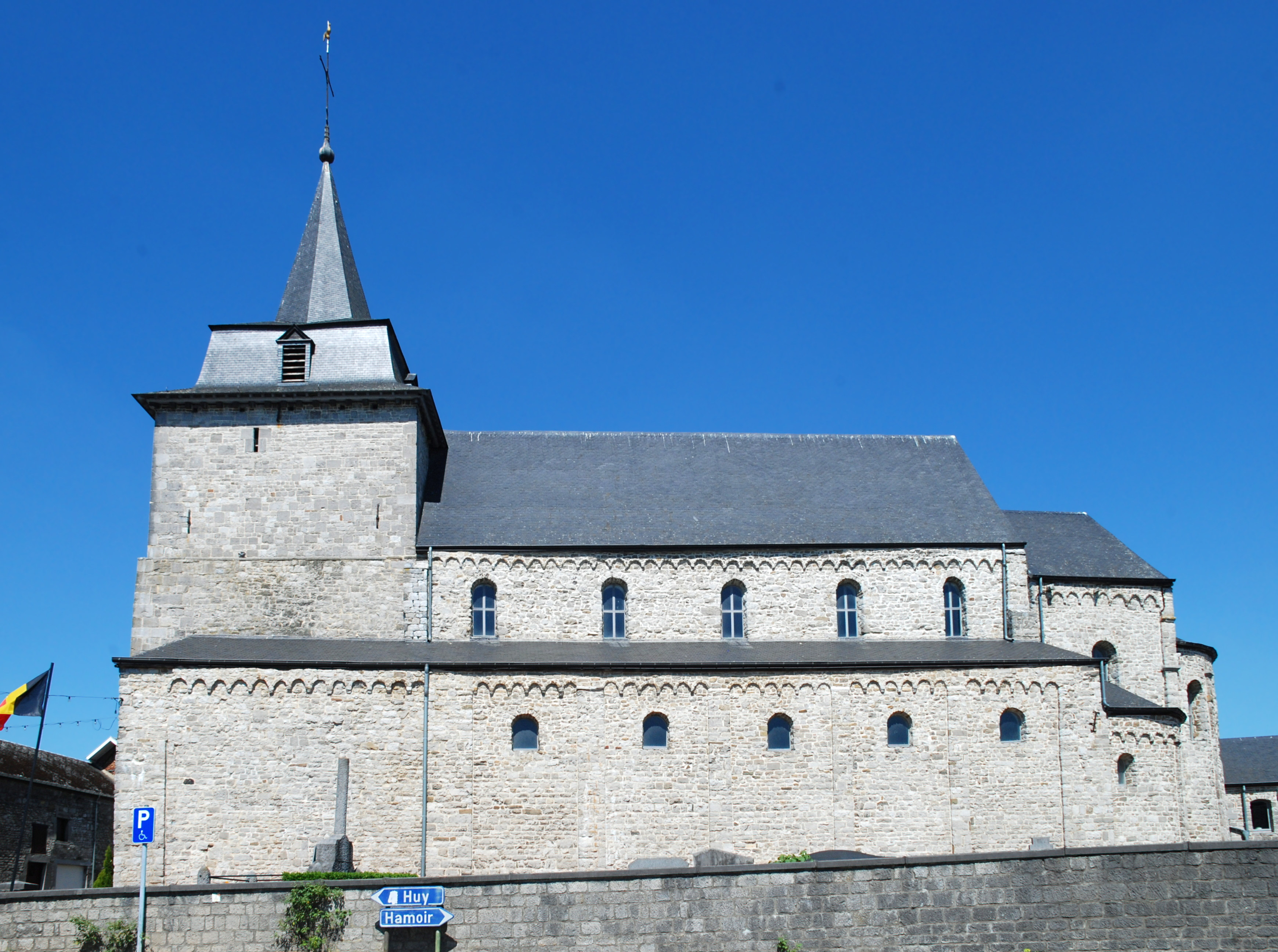
Vue globale.
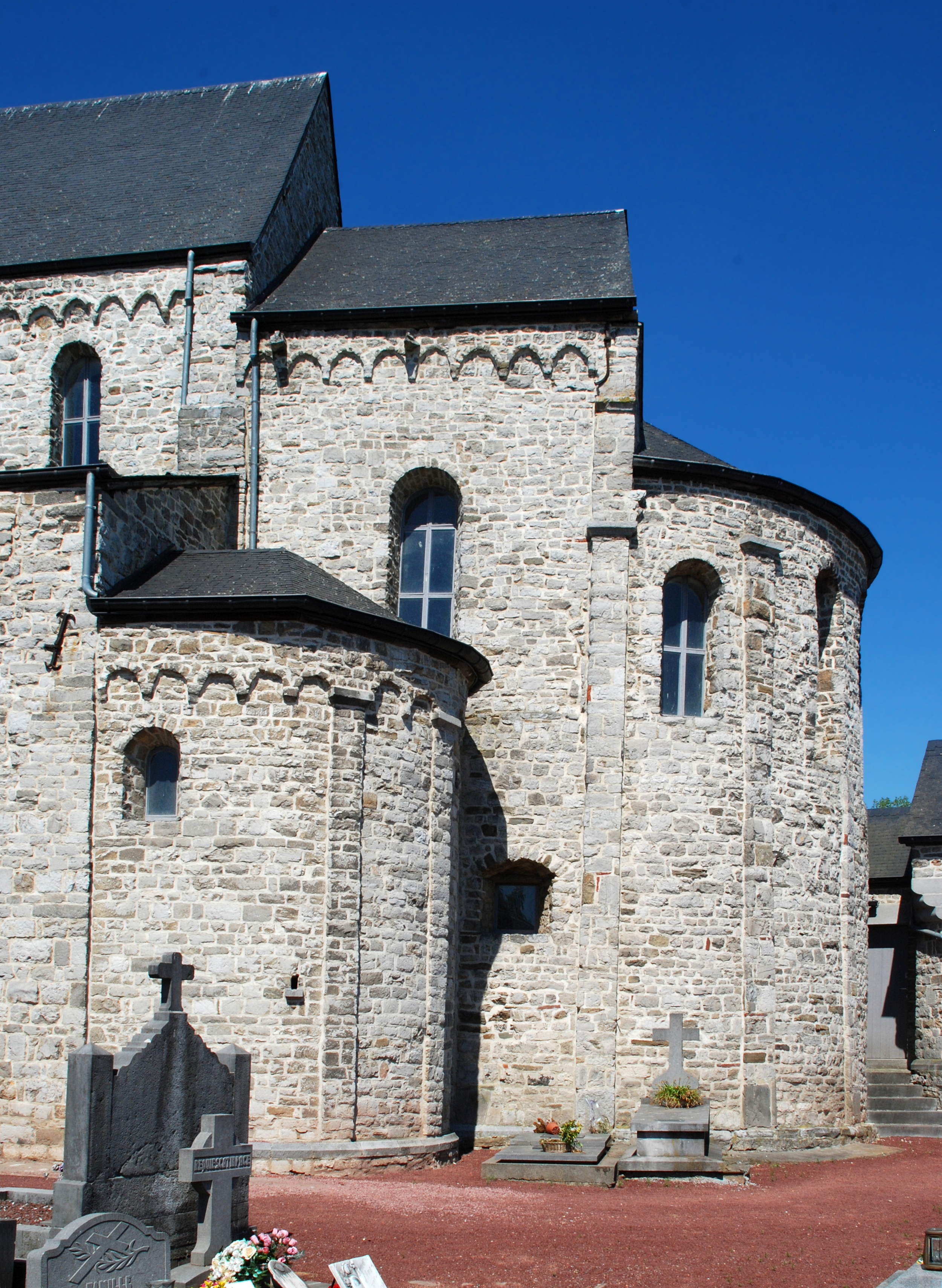
Travée de chœur, abside et absidiole.
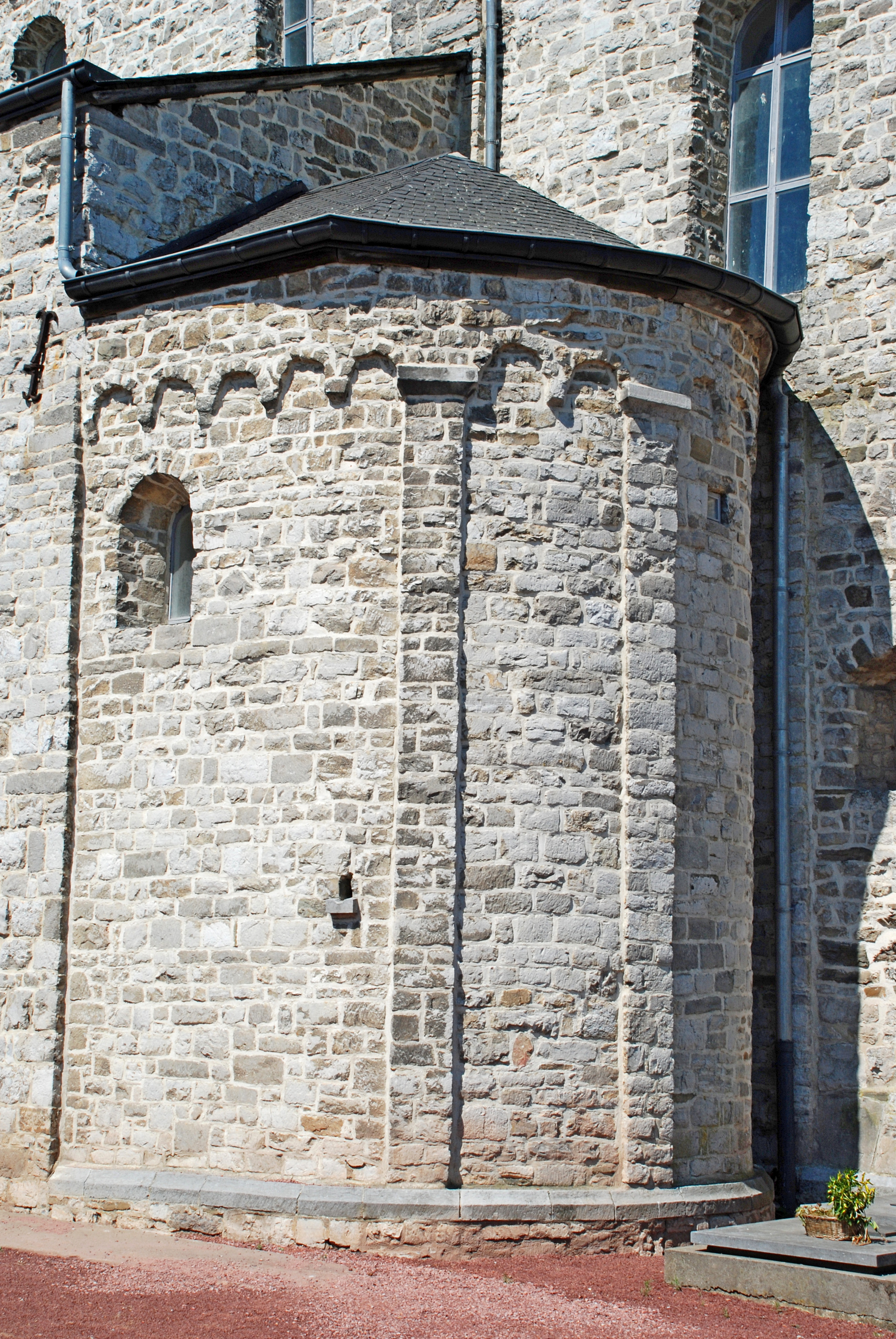
Absidiole.
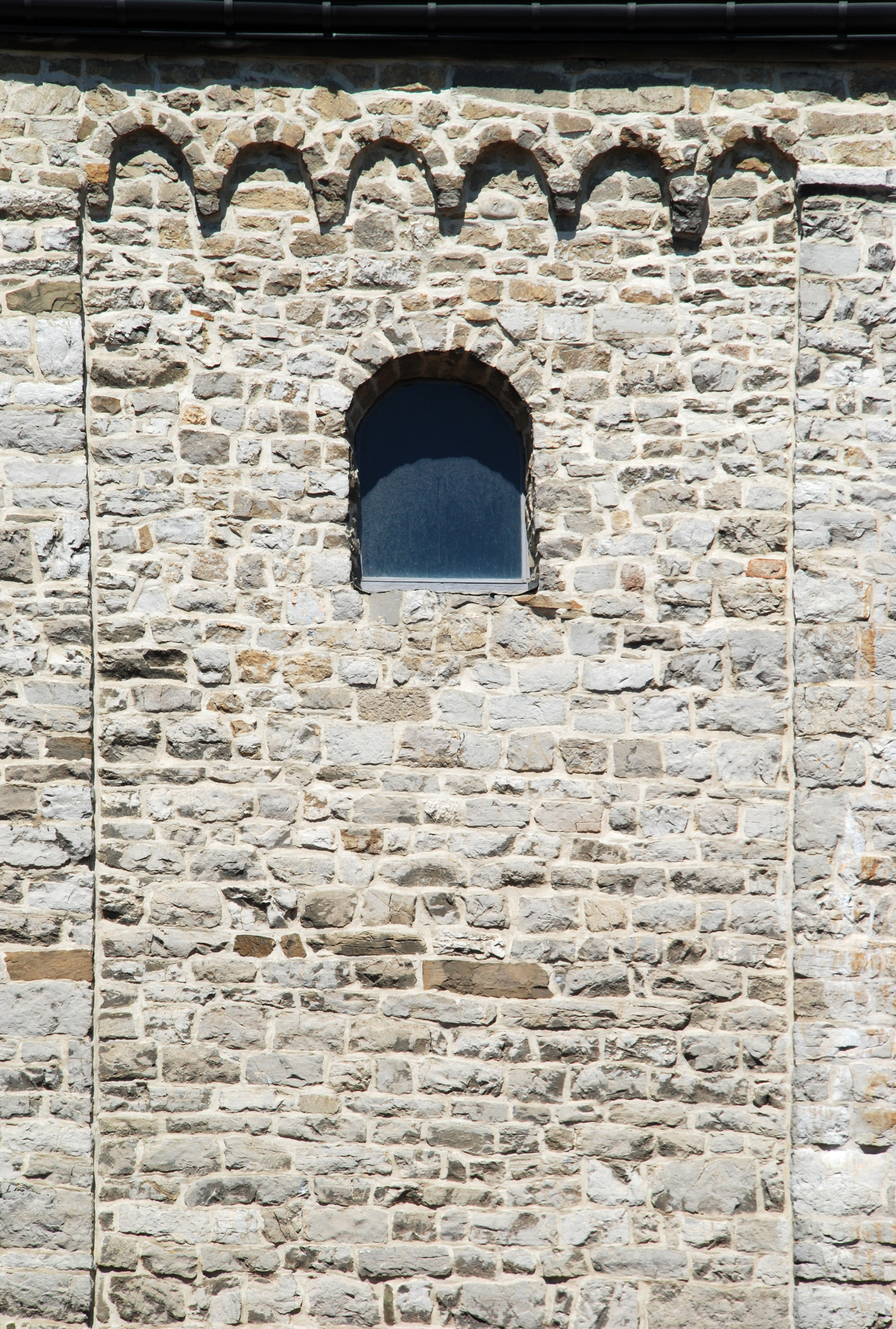
Bandes lombardes.

## Intérieur

### Architecture
L'intérieur, peint en blanc, est sobre et lumineux. La nef et les collatéraux sont recouverts, non d'une voûte, mais d'une toiture en charpente. Les piliers d'origine ont été remplacés par des colonnes au XVIe siècle.

### Fonts baptismaux

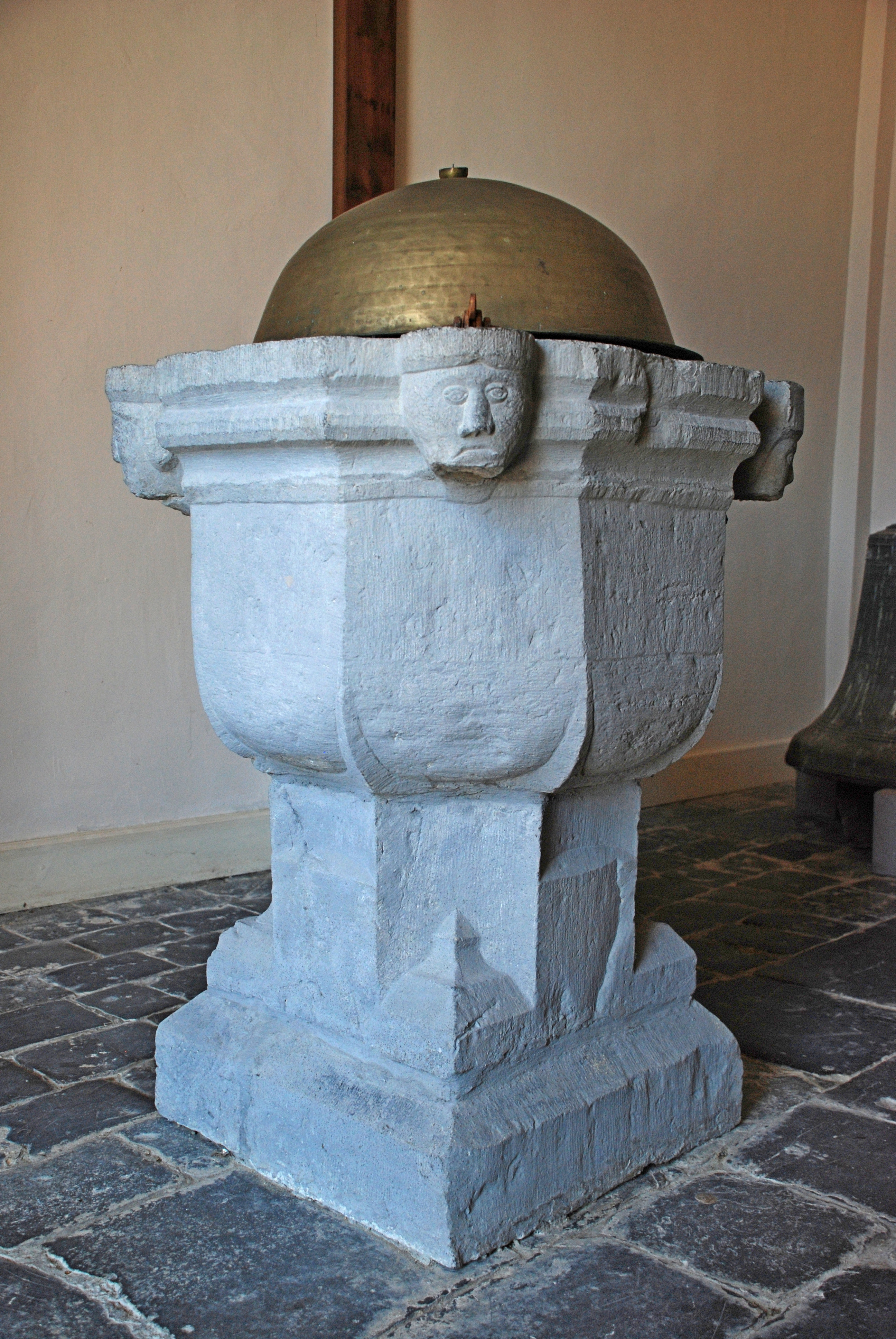
Les fonts baptismaux.

Les fonts baptismaux en pierre datent du XVIe siècle.
La cuve octogonale est ornée de visages humains aux quatre angles. Elle est portée par un pilier octogonal reposant sur un socle carré.

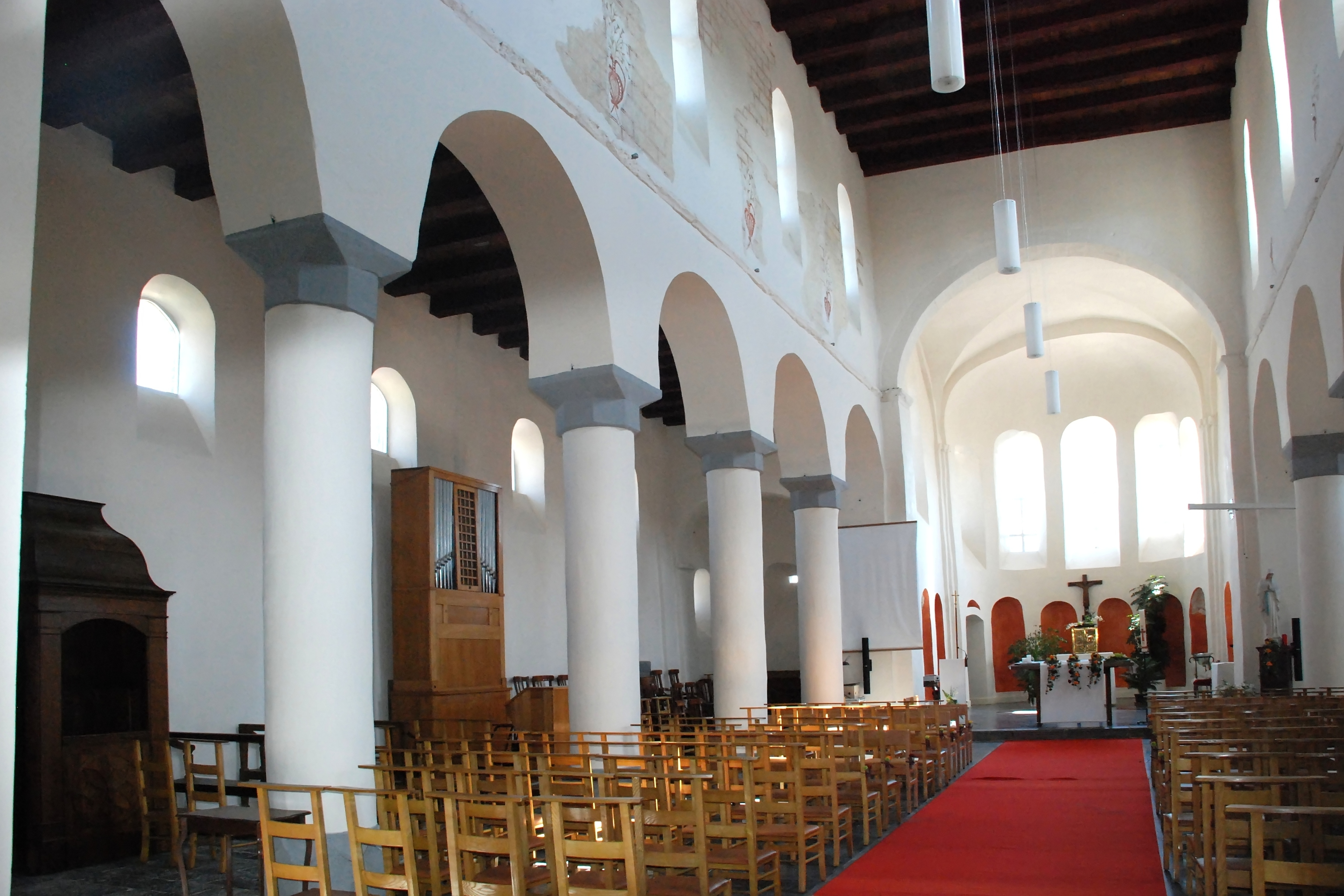
La nef.
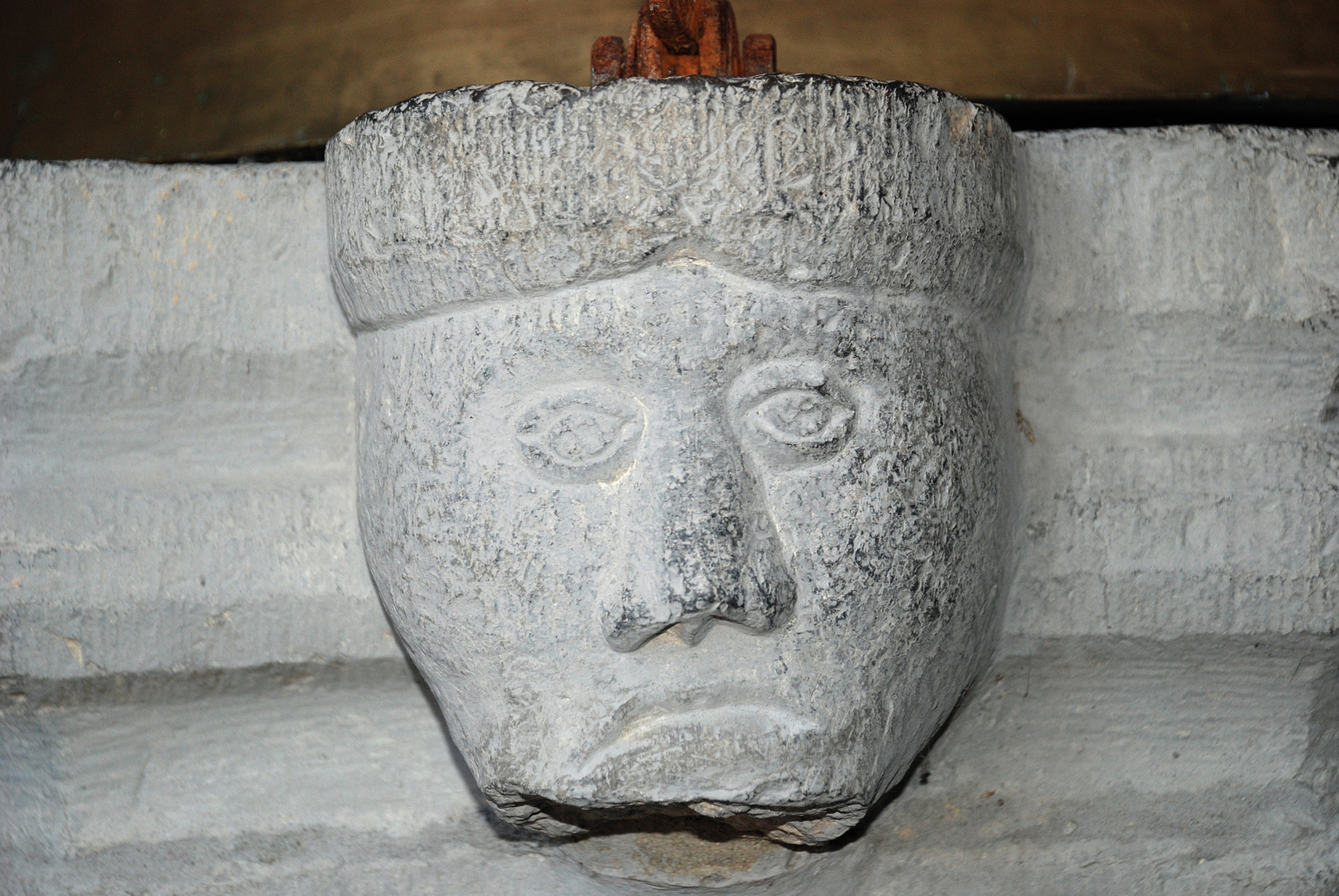
Visage ornant les fonts baptismaux.
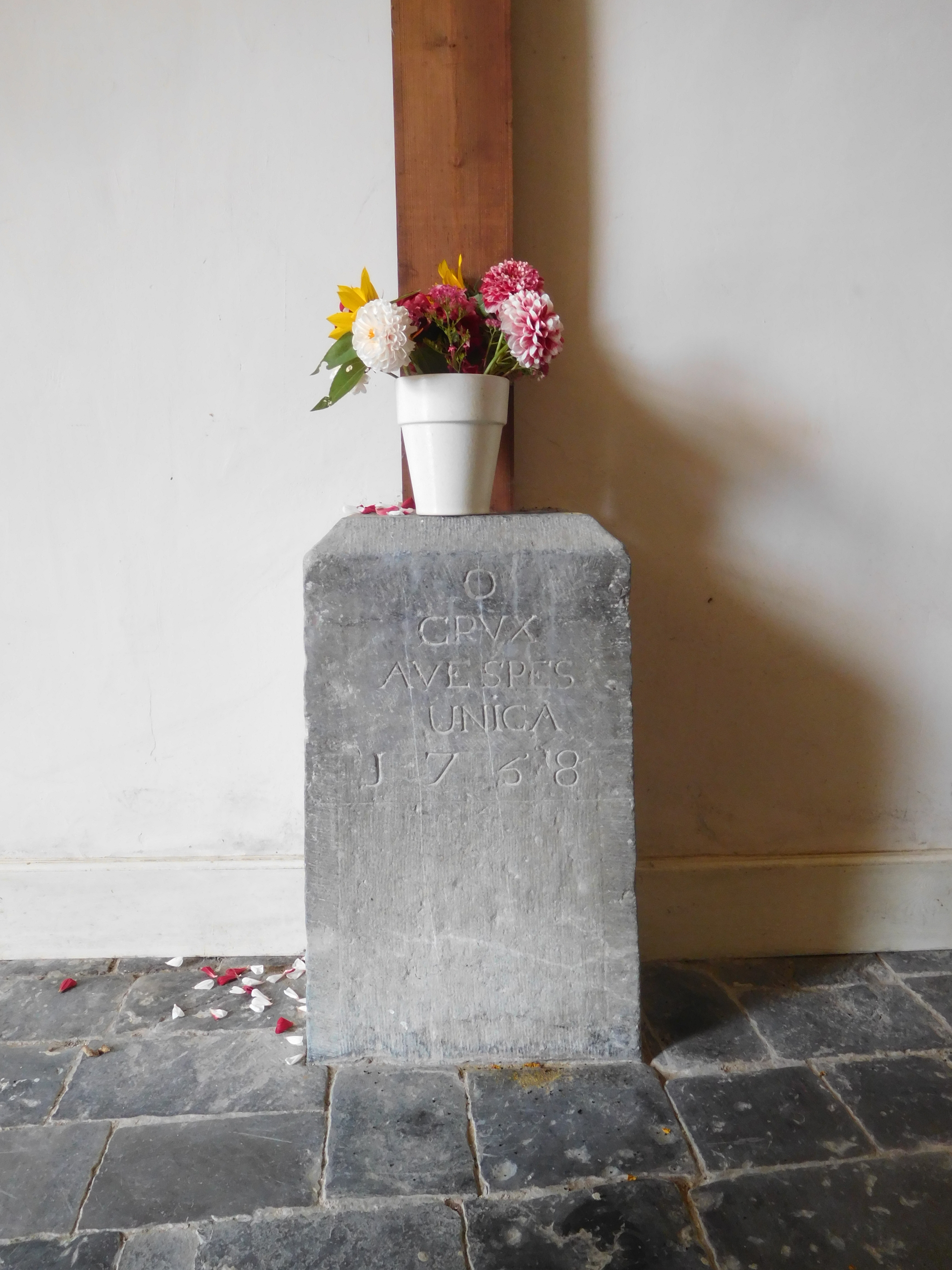
'O crux ave...' gravé sur le socle de la croix.

### Inscription gallo-romaine
Scellée dans le mur gauche de l'ancien porche de l'église, juste au niveau de la nouvelle grille, on peut voir un fragment d'inscription monumentale gallo-romaine qui se caractérise par de grandes capitales d'une facture très soignée (A.E., 1955, 88 = I.L.B., 52). La brièveté du fragment conservé ne permet malheureusement pas de déterminer s'il s'agissait d'une inscription honorifique ou d'une dédicace religieuse.